# 1997–1998-as négysánc-verseny
A 1997–1998-as négysánc-verseny, az 1997–1998-as síugró-világkupa részeként került megrendezésre, melyet hagyományosan Oberstdorfban, Garmisch-Partenkirchenben (Németország), valamint Innsbruckban és Bischofshofenben (Ausztria) tartottak 1997. december 29. és 1998. január 6. között.
A torna győztese a japán Funaki Kazujosi lett, megelőzve a német Sven Hannawaldot és a finn Janne Ahonent.

## Eredmények
| Dátum              | Helyszín               | Sánc                             | Győztes         | Második          | Harmadik          |
| ------------------ | ---------------------- | -------------------------------- | --------------- | ---------------- | ----------------- |
| 1997. december 29. | Oberstdorf             | Schattenbergschanze K-115        | Funaki Kazujosi | Szaitó Hiroja    | Ari-Pekka Nikkola |
| 1998. január 1.    | Garmisch-Partenkirchen | Große Olympiaschanze K-115       | Funaki Kazujosi | Harada Maszahiko | Szaitó Hiroja     |
| 1998. január 4.    | Innsbruck              | Bergiselschanze K-110            | Funaki Kazujosi | Sven Hannawald   | Janne Ahonen      |
| 1998. január 6.    | Bischofshofen          | Paul-Ausserleitner-Schanze K-120 | Sven Hannawald  | Hansjörg Jäkle   | Janne Ahonen      |

## Végeredmény
Összetett végeredmény
| Helyezés | Név                | Pontok |
| -------- | ------------------ | ------ |
| 1        | Funaki Kazujosi    | 944.0  |
| 2        | Sven Hannawald     | 912.8  |
| 3        | Janne Ahonen       | 907.0  |
| 4        | Andreas Goldberger | 884.4  |
| 5        | Jani Soininen      | 863.7  |
| 6        | Dieter Thoma       | 859.1  |
| 7        | Andreas Widhölzl   | 831.8  |
| 8        | Stefan Horngacher  | 808.8  |
| 9        | Josioka Kazuja     | 804.3  |
| 10       | Harada Maszahiko   | 777.9  |